# عفنة برتغالية
عفنة برتغالية (الاسم العلمي:Mucor lusitanicus) هي نوع من الفطريات تتبع جنس العفنة من الفصيلة العفنية.